# Cipriano Facchinetti

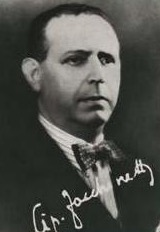
Cipriano Facchinetti

Cipriano Facchinetti (* 13. Januar 1889 in Campobasso, Provinz Campobasso, Molise; † 17. Februar 1952 in Rom) war ein italienischer Politiker des Partito Repubblicano Italiano (PRI). Er war unter anderem Verteidigungsminister.

## Leben
Facchinetti, der als Journalist tätig war, wurde am 24. Mai 1924, als Kandidat des Partito Repubblicano Italiano, zum Mitglied der Abgeordnetenkammer ( Camera dei deputati) des Königreichs Italien gewählt und gehörte dieser von der 25. bis zum Ende der 27. Legislaturperiode am 29. Januar 1929 an.
Im Juni 1928 wurde er als Nachfolger von Mario Bergamo erstmals Sekretär der PRI und bekleidete diese Funktion bis zu seiner Ablösung durch Raffaele Rossetti im März 1932. Das Amt des PRI-Sekretärs bekleidete er als Nachfolger von Giuseppe Chiostergi erneut zwischen 1935 und seiner Ablösung durch Ottavio Abbati im April 1938, wobei er sich dieses Amt bis Juli 1936 mit Mario Angeloni teilte. Schließlich fungierte er, als Nachfolger Abbatis, zwischen Juli 1938 und seiner Ablösung durch Mario Carrara im Januar 1942 abermals als Sekretär der PRI und übte dieses Amt diesmal zusammen mit Randolfo Pacciardi aus.
Nach dem Ende des Zweiten Weltkrieges wurde er als Vertreter der Democrazia Cristiana am 25. September 1945 Mitglied des Nationalrates (Consulta Nazionale) sowie anschließend am 25. Juni 1946 Mitglied der Verfassunggebenden Versammlung (Assemblea Costituente), der er bis zum 31. März 1948 angehörte. Während seiner Parlamentszugehörigkeit war er von Juni bis Juli 1946 Mitglied des Wahlausschusses (Giunta delle elezioni).
Am 13. Juli 1946 berief ihn Ministerpräsident Alcide De Gasperi zum Kriegsminister (Ministro della Guerra) in dessen zweites Kabinett, dem er bis zum 2. Februar 1947 angehörte. Seit dem 8. Februar 1947 war er Vorsitzender der Fraktion der PRI in der Verfassunggebenden Versammlung.
Wenige Monate später übernahm Facchinetti am 15. Dezember 1947 im vierten Kabinett von Ministerpräsident De Gasperi das Amt des Verteidigungsministers (Ministro della Difesa) und übte dieses bis zum 23. Mai 1948 aus.
Am 8. Mai 1948 wurde er Mitglied des neu geschaffenen Senats (Senato della Repubblica) und gehörte diesem als Vertreter der PRI bis zu seinem Tod an.